# Cecilia Rossetto
Alicia Cecilia Rossetto (16 de julio de 1948, Nueve de Julio, provincia de Buenos Aires, Argentina) es una cantante y actriz argentina de teatro, cine y televisión.

## Biografía
De ascendencia piamontesa, es hija del ajedrecista Héctor Decio Rossetto, múltiple campeón argentino y de Oneida Alicia Irigoitia.
En España fue agregada cultural del consulado argentino en Barcelona, asignada por el presidente Néstor Kirchner.

## Cine
- Secuestro y muerte de Mr. Dupont (1974), en compañía de  Roberto Carnaghi y Eduardo Pavlovsky.
- Las sorpresas (1975) en el episodio "Cinco años de vida", con Juana Hidalgo y Edgardo Lusi.
- La noche del hurto (1976) como Juana Fortirolo, dirigida por Hugo Sofovich.
- El profesor erótico (1976), junto a Osvaldo Pacheco, Beatriz Bonnet y Alberto Anchart.
- El soltero (1977) con Fernanda Mistral y Hugo Arana.
- Un toque diferente (1977)
- Esperando la carroza (1985), dirigida por Alejandro Doria como Dominga.
- Flop, de Eduardo Mignogna, como "La Esparraga".
- Sol de otoño (1996) de Eduardo Mignogna como "Leticia".
- Balada del primer amor (cortometraje, 1999).
- Tapas (2005) como una clienta de un supermercado.
- Animales heridos (2006) (España) como "Marcia".
- La mosca en la ceniza (2009) con Luis Machín y Luciano Cáceres.
- La mala verdad (2011), en el papel de Susana.
- Alumbrando en la oscuridad (documental 2012) junto a Laura Azcurra y Osvaldo Laport, que refleja muy de cerca el tema del aborto y se interroga sobre qué significa realmente ser madre, padre o hijo.[5]
- Necronomicón: el libro del infierno (2018)
- Lejos de Pekin (2019).

## Televisión
En televisión si bien no tuvo una participación más activa que en cine, pudo interpretar papeles en su mayoría cómicos dramáticos en numerosas series televisivas:
- 1977: El humor de Niní Marshall, junto a la primera actriz cómica Niní Marshall.
- 1991-1992: Pizza Party, con Emilio Disi, Dorys del Valle y Carlos Moreno.
- 2001: Tiempo final,  episodio "Cirugía mayor" junto a Luis Brandoni.
- 2004/2005:  Los Roldán, donde encarna a "María Esther", protagonizada por Miguel Ángel Rodríguez y Claribel Medina.
- 2005:Hospital Central, una serie española, en el papel de "Lucía Ortiz".
- 2008: Los exitosos Pells, en el papel de "Virginia".
- 2012: Graduados, encarnando a la seductora profesora de geografía "Sonia Palermo".
- 2013: Mi amor, mi amor.[6]
- 2014: La celebración, episodio "La boda" .
- 2016: La última hora.
- 2017/2018: Un gallo para Esculapio.
- 2019: Atrapa a un ladrón.
- 2023: Diciembre 2001.
- 2025: En el barro.

## Teatro
Egresada del Conservatorio Nacional de Arte Dramático debutó en 1969 como actriz integrando el elenco del Teatro General San Martín porteño.
Participó en revistas y shows junto a Antonio Gasalla (Abajo Gasalla) y Polvo de Estrellas en el Teatro Maipo.
Destacó en shows unipersonales como Genoveva y los enanos, Cecilia y las Estrellas (1977), El show de la Rossetto, In Concherto (1985), Concherto II (1986) y Buenos Aires me mata (1993, ganador del Premio ACE). En 1997 realizó Bola de Nieve, con lo que volvió a ganar el Premio ACE  en las categorías de musical e intérprete.
En 1992 hizo Mortadela en París bajo la dirección de Alfredo Arias, espectáculo ganador del Premio Molière. Posteriormente interpretó a la Muerte en Mein Kampf dirigida por Jorge Lavelli.
Entre 2001-2008 vivió en España —donde había debutado en 1991— estableciéndose en Barcelona, donde entre otros montajes trabajó en La ópera de tres centavos de Bertolt Brecht, en versión de Calixto Bieito, en el Festival Grec.

## Cantante
Cecilia Rossetto, además de ser actriz, es una profesional cantante de tango. Debutó en 1970 en el café-concert La Fusa junto a Horacio Molina y Marikena Monti. Su notoriedad musical se acrecienta hacia 1976 con música compuesta para ella por el pianista Pablo Ziegler.
Es la mentora y singular voz de RojoTango: un encuentro con Daniel Binelli, el bandoneonista elegido por Osvaldo Pugliese y Astor Piazzolla. A diez años de la creación del espectáculo, que dio origen al CD RojoTango, lo volvió a convocar a él y al guitarrista César Angeleri, para reeditar aquella complicidad musical en el marco del Festival.

## Discografía
- 2011: "Rojo tango" (Junto a Daniel Binelli y su quinteto) - ACOUA

## Galardones
Ha recibido el Premio Konex en tres oportunidades: actriz de musical (2001) y también en 1981 y 1991.
Ha sido galardonada con:
- Premio Martín Fierro (1975). Revelación TV. Argentina
- Premio Estrella de Mar (1982). Mejor espectáculo. Argentina
- Premio Cóndor de Plata (1990) Mejor Actriz de Reparto. Argentina
- Premio del Público (1991) Festival de Cádiz. Mejor Espectáculo. España
- Crítica Catalana (1992) Mejor Actriz. España.
- Premio ACE (1993) (Asociación Cronistas del Espectáculo) Mejor Unipersonal. Argentina.
- Premio Especial Crítica Catalana (1995) Barcelona. España.
- Premio Sebastiá Gasch (1996) Mejor Monólogo. Barcelona. España.
- Premio ACE (1997) Mejor Musical “Bola de Nieve”. Argentina.
- Premio ACE (1997) Mejor Intérprete de Musicales. Argentina.
- Premio Florencio  (1998) Mejor Espectáculo Extranjero. Uruguay.
- Premio Sebastiá Gasch (2001) Mejor Espectáculo Internacional “Rojotango”. Barcelona.
- Premio Podestá (2008) A la trayectoria. Argentina.
- Distinción del Gobierno de Catalunya (2010) En Argentina
- Medalla del Bicentenario (2010) Gobierno de la Ciudad de Buenos Aires.
- Nominada Cóndor de Plata (2011) por “La Mosca en la Ceniza”. Cine. Argentina.

Ha actuado en Argentina, Cuba, Colombia, España, Francia, Alemania y Uruguay.

## Vida privada
Su primer marido, Hugo González Castresana, casado desde diciembre de 1969,  fue uno de los secuestrados y desaparecidos por la dictadura argentina en agosto de 1976 y encerrado en un siniestro campo de concentración llamado El Vesubio, donde fue visto por última vez en diciembre de ese año.
Su segundo marido fue Oscar Balducci con quien tuvo a su hija Lucía.